# Femlingarna Dionne

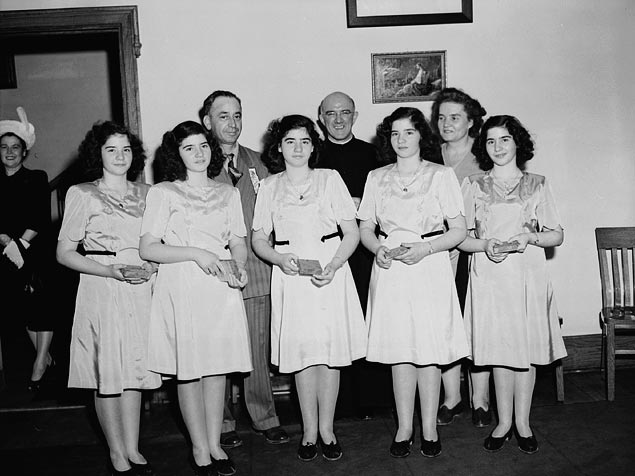
Femlingarna Dionne, juni 1947.

Femlingarna Dionne är fem flickor som föddes den 28 maj 1934 nära Callander i Ontario i Kanada. Föräldrarna hette Elzire Legros och Oliva Dionne. Det fanns ytterligare sju barn i familjen.
Flickorna, som var födda två månader för tidigt, blev en världssensation, eftersom de var de första femlingar som överlevt spädbarnsåldern. De fem flickorna fick namnen:
1. Emilie (död 6 augusti 1954, epileptiskt anfall)
2. Yvonne (död 23 januari 2001, cancer)
3. Cecile
4. Marie (död 27 februari 1970, blodpropp i hjärnan)
5. Annette

Flickorna stod under förmyndarskap av kung Georg VI av Storbritannien som, tillsammans med sin gemål, tog emot dem under ett besök i Kanada 1939. Som små medverkade de i några Hollywoodfilmer och brukade uppträda på scen och sjunga. De figurerade också i Palmolivereklamer i bland annat Sverige och Amerika (1939). På senare år framkom det att de hade en tragisk uppväxt, bland annat sade de sig ha blivit utsatta för misshandel och sexuellt utnyttjande av sin far.

## I populärkultur
Referenser till femlingarna finns bland annat i filmerna False Alarms (1936), Oily to Bed, Oily to Rise (1939), i screwballkomedin My Man Godfrey (1936), den svenska filmen Sexlingar (1942) och Preston Sturges' Miraklet (1944).